# Samuel Ernest Quarm
Samuel Ernest Quarm es un diplomático ghanés retirado.
- De 1957 a 1958 fue jefe de Cancillería en la Embajada de Ghana en Monrovia.
- De 1958 a 1960 fue Secretario adjunto en el Departamento Naciones Unidas en el Ministerio de Asuntos Exteriores de Ghana.
- De 1960 a 1963 fue primer Secretario y jefe de Cancillería en la Embajada de Ghana en Tokio.
- De junio de 1963 octubre 1964 fue director de la sección de la ONU en el Ministerio de Asuntos Exteriores.
- De octubre de 1964 a junio de 1965 fue consejero de embajada en Moscú.
- De febrero a abril de 1966 fue consejero de embajada en París.
- De mayo de 1966 a junio de 1967 fue director del Departamento de Europa Occidental en el Ministerio de Asuntos Exteriores.
- De julio de 1967 a mayo de 1969 fue Representante Permanente Adjunto de la misión de la ONU
- De mayo de 1969 a mayo de 1970 fue embajador en Argel.[1]
- De mayo de 1970 a 19 de agosto de 1974 fue Ministro plenipotenciario en París y representante permanente ante la Unesco.[2]
- En 1963, 1967 y 1968 fue miembro de la delegación ganese ante la Asamblea General de las Naciones Unidas.
- En 1965 y 1966 fue miembro de la delegación a las Commonwealth Prime Ministers' Conference

- El 08 de mayo de 1974 fue designado y del 19 de agosto de 1974 al 15 de enero de 1978 fue acreditado como embajador en Washington D. C.

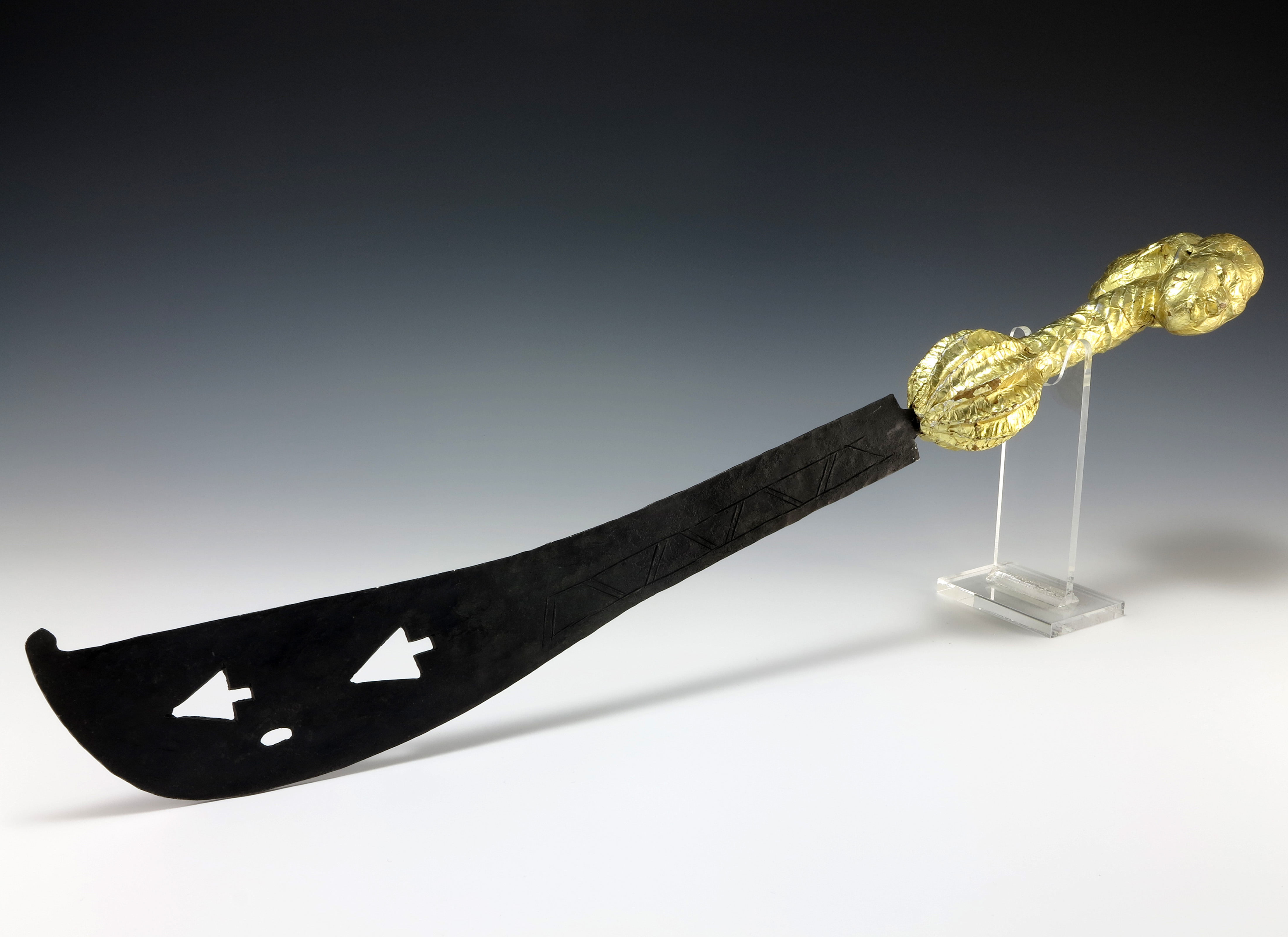
espada ceremonial de hierro regalo ceremonial de Samuel Ernest Quarm a Gerald Ford.

- Del 15 de octubre de 1984 a 1989 fue embajador en Berna y representante permanente de Ghana ante la Oficina de la Organización de las Naciones Unidas en Ginebra[4]